# 吉田敢太
吉田 敢太（よしだ かんた、2001年9月1日 - ）は、ジャパンラグビーリーグワンレッドハリケーンズ大阪に所属するラグビー選手。

## プロフィール
- ポジションはフッカー(HO)。
- 身長 171 cm、体重 100 kg

## 略歴
2020年、大阪桐蔭高校卒業後、大阪体育大学に入る。
2023年、大阪体育大学ラグビー部のFWリーダーに就任。
2024年、レッドハリケーンズ大阪に加入。同年5月5日に行われたJAPAN RUGBY LEAGUE ONEディビジョン2、4〜6位順位決定戦第3節九州電力キューデンヴォルテクス戦にて途中出場でリーグワン公式戦初出場を果たした。